# Huancabamba (provincie)
Provincie Huancabamba je vnitrozemská provincie nacházející se v severozápadním Peru. Je nejvýchodnější provincií regionu Piura. Na severu sousedí s Ekvádorem, na východě s regionem Cajamarca na jihu s regionem Lambayeque a na západě s provincií Ayabaca. Založena byla 20. března 1861.

## Správní dělení
Provincie Huancabamba má rozlohu 4 254,14 km² a dělí se na osm okresů:
- Huancabamba
- Canchaque
- El Carmen de la Frontera
- Huarmaca
- Lalaquiz
- San Miguel de el Faique
- Sondor
- Sondorillo

Hlavním městem je Huancabamba.

## Obyvatelstvo
V provincii žije přibližně 125,000 obyvatel (odhad 2005).